# Geltungsbereich
Geltungsbereich (auch Anwendungsbereich genannt) bezeichnet in Deutschland die räumliche, persönliche, sachliche und zeitliche Reichweite einer Rechtsnorm.
Bestimmungen zum räumlichen, persönlichen und sachlichen Geltungsbereich stehen oft am Anfang, zum zeitlichen Geltungsbereich am Ende von Rechtsquellen mit Bezug auf alle enthaltenen Rechtsnormen. Der Geltungsbereich kann auch ein Tatbestandsmerkmal einer einzelnen Rechtsnorm sein, beispielsweise das Verbot des Verkehrs mit Kraftfahrzeugen und Fahrrädern auf der Insel Helgoland gemäß § 50 StVO. Gesetze können detaillierte Bestimmungen zu ihrem Geltungsbereich treffen. So umfasst der Titel „Geltungsbereich“ des Strafgesetzbuches (StGB) zehn Paragraphen.

## Räumlicher Geltungsbereich
Der räumliche Geltungsbereich (Ratione Loci; Rechtsgebiet) von materiellen Gesetzen einer Gebietskörperschaft erstreckt sich in der Regel auf dessen Gebiet. So gilt das Grundgesetz (GG) grundsätzlich nur auf dem Hoheitsgebiet Deutschlands, ein Gesetz eines Bundeslandes nur auf das jeweilige Land und die Satzung einer Gemeinde oder eines Gemeindeverbandes nur auf dessen Gebiet. Entspricht der räumliche Geltungsbereich einer Rechtsquelle dem Gebiet einer Körperschaft, entfällt meist die (ausdrückliche) Angabe im materiellen Gesetz.
Staatsgebiet ist im rechtswissenschaftlichen Sinne grundsätzlich ein räumlicher Geltungsbereich bestimmter Rechtsnormen, wo der Staat eigene Hoheitsakte vornehmen kann. Der räumliche Geltungsbereich kann auch über das eigene Staatsgebiet hinausgehen. So können inländische Rechtsquellen bestimmen, dass einige ihrer Rechtsnormen auch im Ausland gelten, beispielsweise im Strafgesetzbuch für Auslandstaten mit besonderem Inlandsbezug (§ 5 StGB), gegen international geschützte Rechtsgüter (§ 5 StGB) oder in sonstigen Fällen (§ 5 StGB) sowie für Völkermord (§ 6), Verbrechen gegen die Menschlichkeit (§ 7 VStGB) und Kriegsverbrechen (§§ 8–12 VStGB) gemäß § 1 Völkerstrafgesetzbuch (VStGB).
Die Bestimmungen des deutschen Dienstrechts gelten auch für ins Ausland entsandte Beamte und Soldaten.
Zur Zeit der deutschen Teilung wurde in der Bundesrepublik in Rechtsquellen die Formulierung „Geltungsbereich des Grundgesetzes“ gewählt, um die Differenzierung von Inland und Ausland in Bezug auf das Gebiet der Deutschen Demokratischen Republik zu vermeiden.

## Persönlicher Geltungsbereich
Der persönliche Geltungsbereich (Ratione Personae) bezieht sich auf die Gruppe von natürlichen oder juristischen Personen des öffentlichen oder Privatrechts, für das eine Rechtsquelle übergreifend von einzelnen Tatbestandsmerkmalen gilt.
Satzungen von Anstalten des öffentlichen Rechts gelten für ihre Mitglieder. Das Bundesbeamtengesetz (BBG) beispielsweise bestimmt als seinen Geltungsbereich grundsätzlich die Beamten des Bundes (§ 1 BBG). Der persönliche Geltungsbereich des Betriebsrentengesetzes erstreckt sich auf Arbeiter und Angestellte einschließlich der zu ihrer Berufsausbildung Beschäftigten (Arbeitnehmer); bestimmte Vorschriften sind nicht auf juristische Personen des öffentlichen Rechts anwendbar (§ 17 Abs. 1 und 2 BetrAVG).

## Sachlicher Geltungsbereich
Der sachliche Geltungsbereich (Ratione Materiae) bezieht sich auf das thematische Gebiet, für das eine Rechtsquelle übergreifend von einzelnen Tatbestandsmerkmalen gilt.
Das Personenbeförderungsgesetz (PBefG) beispielsweise hat als sachlichen Geltungsbereich die entgeltliche oder geschäftsmäßige Beförderung von Personen mit Straßenbahnen, mit Oberleitungsbussen und mit Kraftfahrzeugen (§ 1 Abs. 1 S. 1 PBefG).

## Zeitlicher Geltungsbereich
Der zeitliche Geltungsbereich (Ratione Temporis) reicht grundsätzlich vom Inkrafttreten bis zum Außerkrafttreten der Rechtsquelle. Einzelne Rechtsnormen einer Rechtsquelle können abweichend in und außer Kraft treten. Ein rückwirkendes Inkrafttreten von Gesetzes ist grundsätzlich zulässig, nicht jedoch bei Rechtsnormen, die eine Straftat bestimmen. Dieses würde gegen den Grundsatz Nulla poena sine lege verstoßen. Jedes Gesetz und jede Rechtsverordnung soll den Tag des Inkrafttretens bestimmen. Fehlt eine solche Bestimmung, so treten sie mit dem vierzehnten Tage nach Ablauf des Tages in Kraft, an dem das Bundesgesetzblatt ausgegeben worden ist (Art. 82 Abs. 2 GG).
Das Grundgesetz trat mit Ablauf des Tages seiner Verkündung, den 23. Mai 1949, in Kraft (Art. 145 Abs. 2 GG). Es verliert seine Gültigkeit an dem Tage, an dem eine Verfassung in Kraft tritt, die von dem deutschen Volke in freier Entscheidung beschlossen worden ist (Art. 146). Bundesgesetze bestimmen regelmäßig, dass sie am Tag nach der Verkündung im Bundesgesetzblatt in Kraft treten. Sie treten durch Gesetz außer Kraft.